# Carl Fischer (Arbeiter)

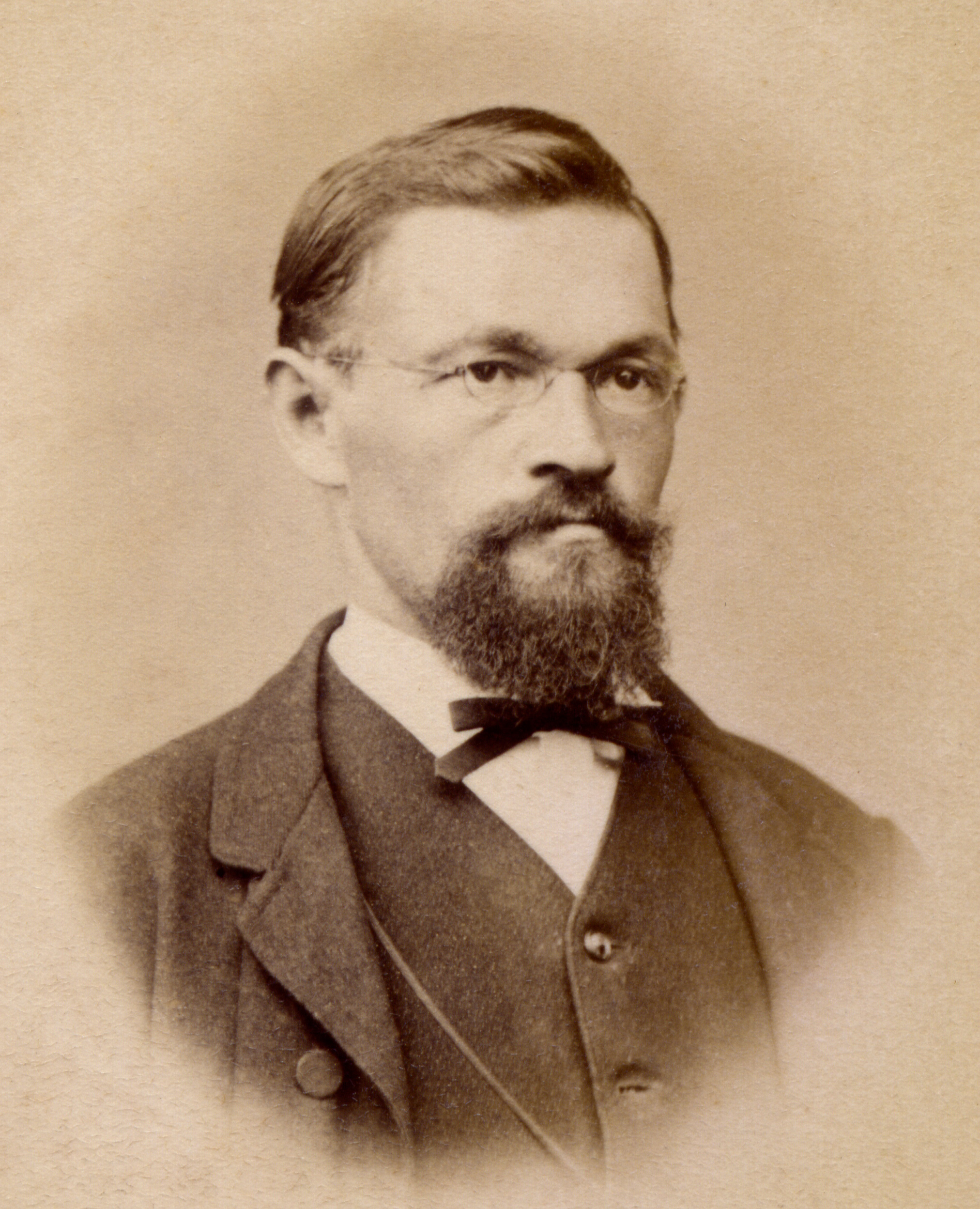
Carl Fischer in Osnabrück (um 1885)

Carl Fischer (* 6. Juni 1841 in Grünberg in Schlesien; † 22. Juni 1906 in Halle (Saale)) war ein deutscher Arbeiter. Seine Lebenserinnerungen, die Paul Göhre in zwei starken Bänden in Jena und Leipzig publiziert hat, sind ein Kulturdokument der Zeit des wirtschaftlichen Aufstiegs Deutschlands in der zweiten Hälfte des 19. Jahrhunderts.

## Leben
Carl Fischer stammte aus einer im Mansfelder Land ansässigen Handwerkerfamilie. Sein Vater, der in Eisleben lernte, wurde Bäckermeister in Grünberg. Carl Fischer, der früh unter der Tyrannei des Vaters litt, erlernte ebenso das Bäckerhandwerk. Seine Walz führte ihn in den Westen.
1864 begann er als Erdarbeiter bei der Bahn. 1867 zog er nach Hinsbeck und arbeitete dort bei Erdarbeiten zum Bau der Bahnstrecke Kempen–Kaldenkirchen–Venlo. Die Wanderarbeiter wohnten in selbstgebauten Baracken und hatten wenig oder keinen Kontakt zur Dorfbevölkerung.
1869 bis 1885 war er als Stahlwerker im Stahlwerk Osnabrück tätig. Weitere 15 Jahre arbeitete er dort in der Haupteisenbahnwerkstätte. 1900 kehrte er in seine Heimat zurück. Seine letzten Lebensjahre verbrachte er bei Verwandten in Jeßnitz (Anhalt) und bei Wansleben am See.
Fischer schrieb seine Lebenserinnerungen im Alter von 60 Jahren als Invalide nieder. Zuvor hatte er sich noch nie schriftstellerisch betätigt. Sein Stil war demgemäß schlicht und einfach, stellenweise recht unbeholfen, doch blieb er offensichtlich bei der Wahrheit und schrieb schonungslos mit offener Kritik.
Er war zeitlebens unverheiratet und wurde auf dem Südfriedhof in Halle (Saale) beerdigt.